# Qindynastin
Qindynastin (秦朝; Qíncháo) var Kinas första kejsardynasti och varade 221 f.Kr. till 206 f.Kr. Dynastin grundades ur feodalstaten Qin efter att Kinas första kejsare Qin Shi Huangdi enat Kina efter Qins föreningskrig under epoken De stridande staterna. Qindynastin byggde på legalismen, och reformerna under Qindynastin fick stor påverkan på hur Kina kom att styras under mer än 2 000 år. Under Qindynastin gjordes många stora byggnadsprojekt såsom kinesiska muren, Terrakottaarmén, Epangpalatset, Lingqukanalen och ett riksomfattande vägnät. Efter Qindynastins fall 206 f.Kr. följde Handynastin.

## Dynastin grundas
Under 400-talet f.Kr. bröt det ut fullt krig mellan Zhoudynastins feodalstater under perioden De stridande staterna varav sju stater mot slutet totaldominerade arenan; Qin, Han, Wei, Zhao, Chu, Qi och Yan. Qin från öster skulle visa sig vara den starkaste av de sju, och 256 f.Kr. avsattes Zhoudynastins sista kung av Kung Zhaoxiang av Qins styrkor.
246 f.Kr. kröntes Ying Zheng till kung över Qin och med inflytande från försteminister Li Si utarbetades en plan för att förena Kina till ett rike. Under åren från 230 f.Kr. erövras successivt de sex konkurrerande staterna fram till år 221 f.Kr. då staten Qi slutligen annekteras. Kina var nu enat under en regent och Qindynastin bildades. Ying Zheng slog samman de mytologiska titlarna "härskare" (皇) och "kejsare" (帝) och skapade sitt nya namn och titel Qin Shi Huangdi.

### Legalismen
Det tidigare systemet med feodalherrar avskaffades. Hela riket delades upp i 36 provinser, och varje provins fick en guvernör, en militär befälhavare och en inspektör. Legalismen (som började infördes i Qin på 350-talet f.Kr. av Shang Yang under Hertig Xiao) blev grunden för systemet och lagarna blev universella för hela riket. Alla angelägenheter skulle lösas med hård och strikt efterlevnad av lagen. Qindynastins lagar framställs ofta som extremt grymma men Shuihudis bambutexter har visat att lagarna var hårda, men inte mer extrema än andra dynastiers. Konfucianismen som tidigare blommat upp under slutet av Zhoudynastin ratades helt i det nya styret av Qindynastin. Qin Shi Huangdi avskaffade det tidigare bruket att ge postuma titlar. Kejsaren trodde på De fem dygderna, och eftersom den tidigare Zhoudynastin tillhörde eld, så valde kejsaren att Qindynastin tillhörde vattendygden för att symbolisera sin seger over sin föregångare.
| Vänster: Stämpel med den standardiserade sigillskriften från Qindynastin.Höger: Ett standardiserat Banliang-mynt från Qindynastin. (半两 "en halv tael")  |  | Vänster: Stämpel med den standardiserade sigillskriften från Qindynastin.Höger: Ett standardiserat Banliang-mynt från Qindynastin. (半两 "en halv tael") |
| Vänster: Stämpel med den standardiserade sigillskriften från Qindynastin. Höger: Ett standardiserat Banliang-mynt från Qindynastin. (半两 "en halv tael") |  | |

### Standardiseringsreformen
För att konsolidera sitt välde och effektivisera styret genomförde kejsaren en rad standardiseringsreformer. Skriftsystemet standardiserades till liten sigillskrift. Valutan standardiserades till Qins redan existerande runda Banliang-mynt med ett kvadratiskt hål. Det runda symboliserade himmelsvärlden och det fyrkantiga representerade jorden.
Vikt och längdmått standardiserades. Siffran sex blev basen i standardiseringen; karvstockarna blev 6 cun (tum, 寸) långa, längden på hjulaxlarna till vagnarna blev 6 chi (fot, 尺) långa. 6 chi blev ett bu (steg, 步) och vagnarna drogs av 6 hästar.

## Byggnadsprojekt

### Kinesiska muren

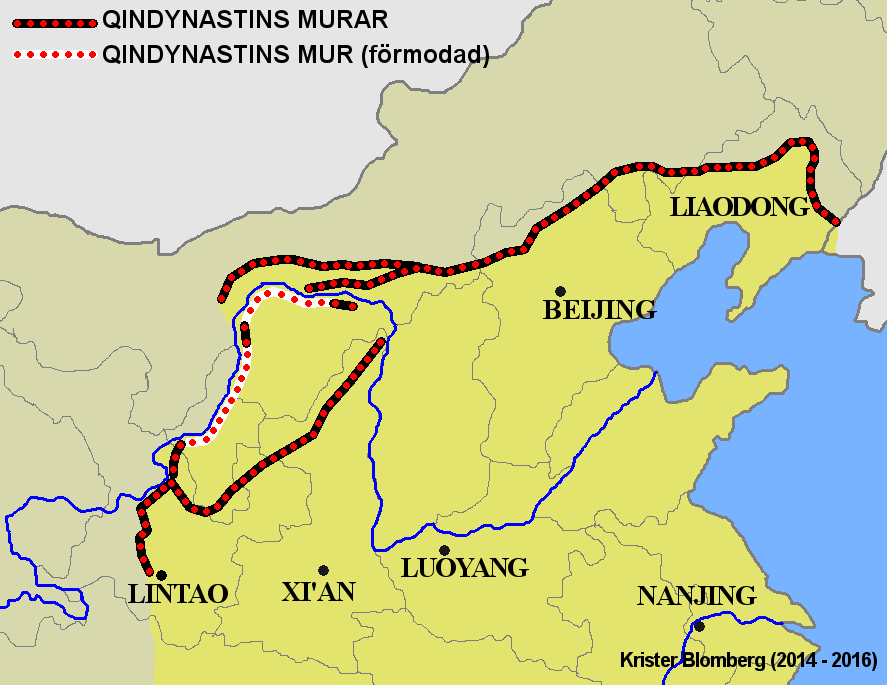
Qindynastins mur, som brukar anses vara grunden till den kinesiska muren.

Under Qindynastin skapades den mur som i populärhistoria tillskrivs ursprunget till den kinesiska muren och kallats "Den 10 000 li långa muren" (万里长城). General Meng Tian beordrades 215 f.Kr. att driva bort Hunnerna från landet söder om Gula floden (Ordos) vilka var ett ständigt återkommande problem för Qindynastin. Under detta fälttåg som pågick till 209 f.Kr. ledde även Meng Tian uppförandet av Qindynastins nya mur. Den nya muren sträckte sig enligt Shiji från Lintao (i södra Gansuprovinsen) till Liaodong (området kring halvön i Liaoningprovinsen).
Basen för Qindynastins mur var de existerande murarna från Qin, Zhao och Yan som renoverades, förlängdes och kopplades samman. Muren bestod huvudsakligen av tre delar; Den första delen som byggdes helt ny gick förmodligen utmed västra delen av Gula floden upp mot dess nordvästra krök i Inre Mongoliet, och sedan följde insidan av Gula floden öster ut. Den andra sektionen byggdes i öst-västlig riktning i Inre Mongoliet i området norr om Gula floden i Mellersta Urat och öster ut förbi norr om Hohhot för att sedan ansluta mot den befintliga norra muren från riket Zhao. Den tredje och östliga delen följde den tidigare Yan-muren eventuellt in i dagens Nordkorea.

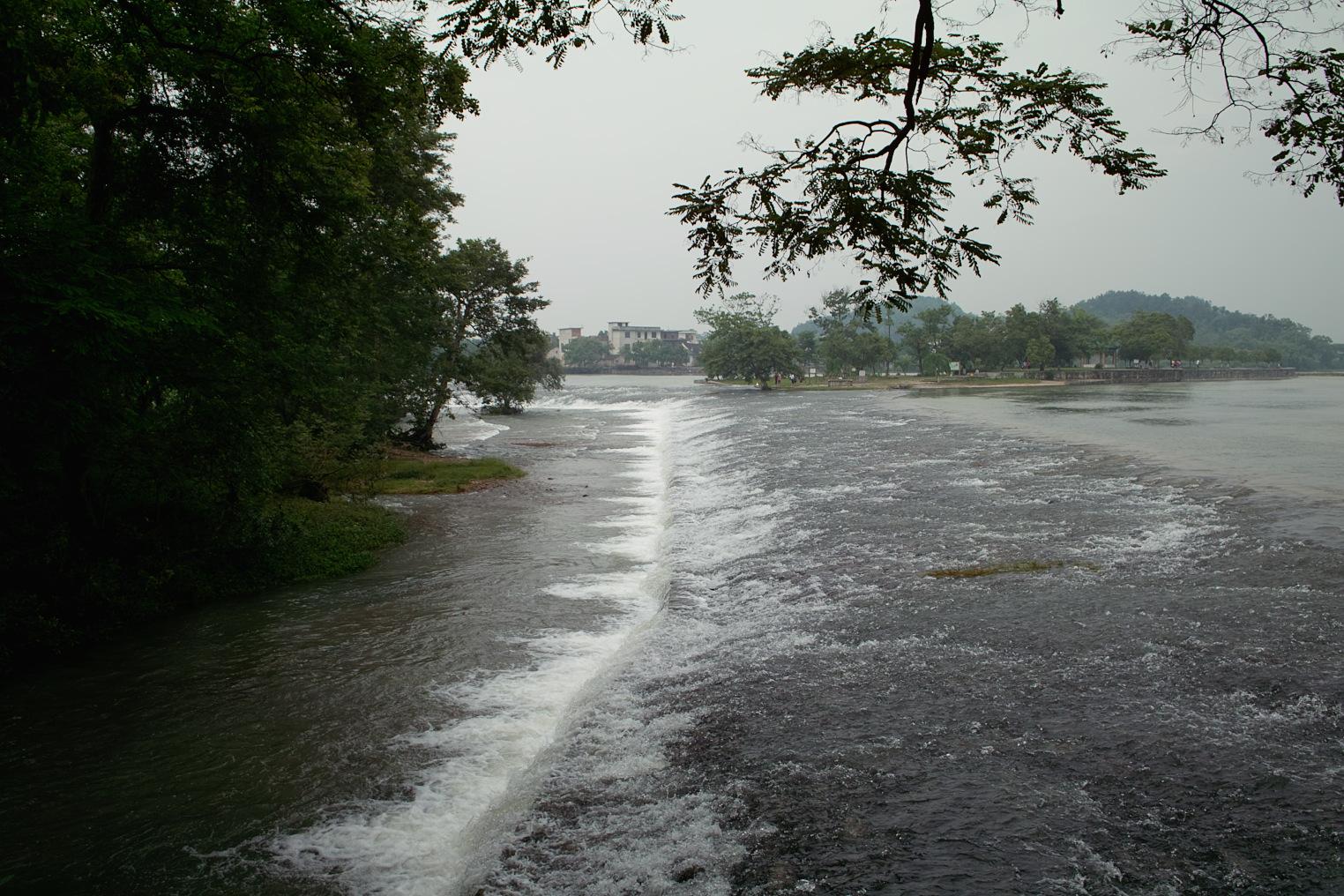
Lingqukanalen, som grävdes under Qindynastin.

### Infrastruktur

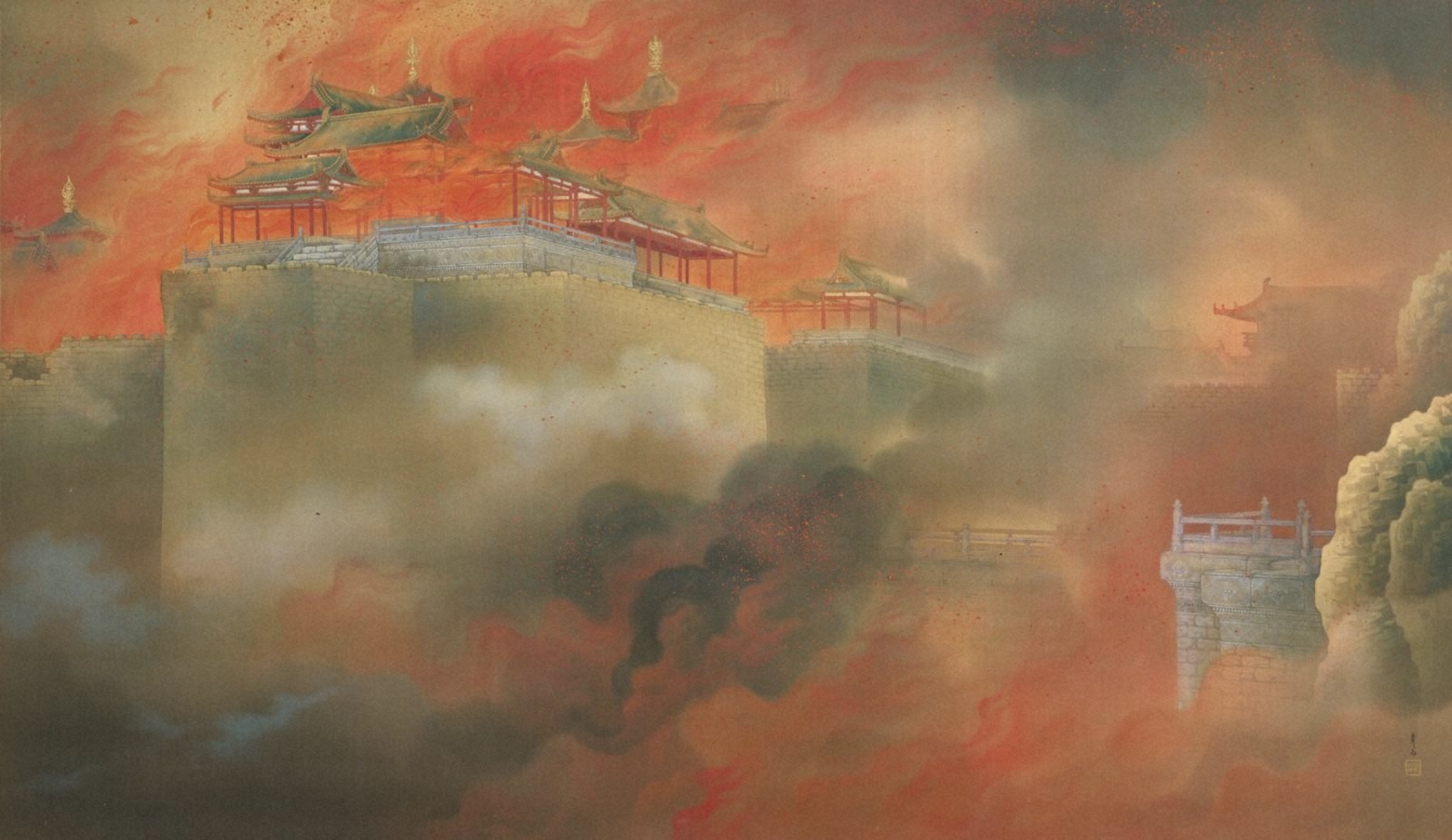
Målning föreställande det brinnande Epangpalatset efter att Xiang Yu intagit Xianyang 206 f.Kr.

Från år 220 f.Kr. började kejsar Qin Shi Huangdi uppföra en hel serie expressvägar från huvudstaden Xianyang i Shaanxi i alla riktningar ut till de erövrade landområdena. Den mest kända av vägarna är Raka vägen som går norrut upp till kinesiska muren nära Baotou i Inre Mongoliet. Flera sektioner av Raka vägen finns fortfarande bevarade.
Vägnätet utgick från fem huvudvägar, och utöver Raka vägen norrut byggdes tre huvudvägar öster ut genom Hangupasset varav en gick nordost genom Handan och vidare förbi Ji, dagens Peking. En expressväg byggdes öster ut söder om Gula floden till Linzi och ytterligare en huvudväg mot öster genom Pengcheng därefter söder över Huaifloden och Yangtze. Söder ut byggdes en huvudväg genom Wupasset vidare förbi Ying och vidare söder ut till Lingling vid Xiangfloden i Hunan.
För att kunna transportera militära styrkor till södra Kina grävdes Lingqukanalen i Guangxiprovinsen som färdigställdes 214 f.Kr.. Kanalen kopplar ihop vattenvägarna från Yangtzefloden i centrala Kina med Pärlfloden i Sydkina. Kanalen var i drift fram till 1939 då den ersattes med järnväg.

### Epangpalatset

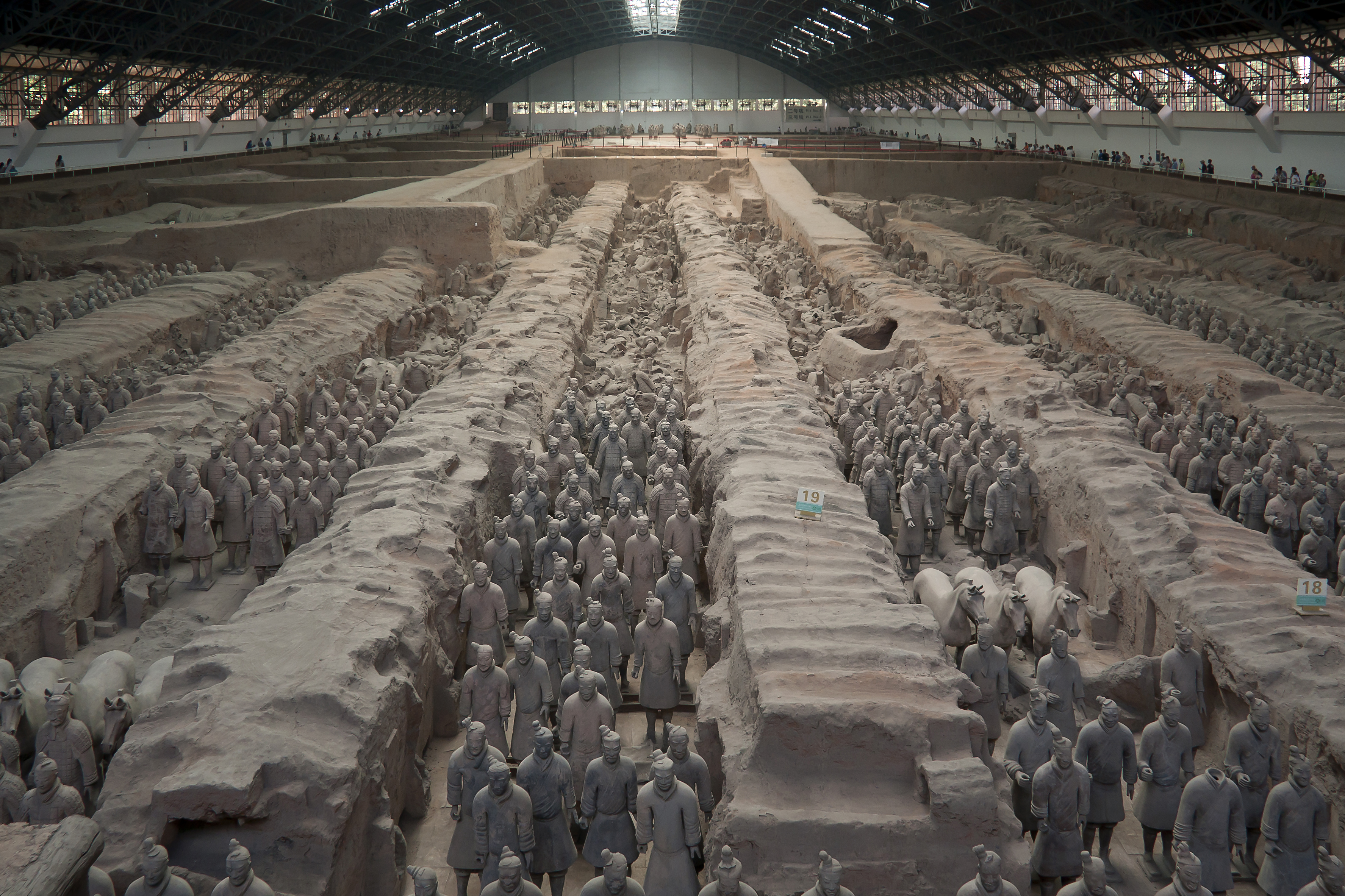
Terrakottaarmén, som är en del i Qin Shi Huangdis mausoleum.

Xianyangpalatset avsågs för litet för den nya dynastin, så 212 f.Kr. började Qin Shi Huangdi uppföra Epangpalatset söder om Weifloden i närheten av Zhoudynastins första huvudstäder Haojing och Fengjing. Den främre salen upptog 600 gånger 100 m och hade plats för 10 000 gäster. Från palatsets södra port gjordes en väg till Qinlingbergen, och norr ut gjordes en upphöjd väg över Weifloden till Xianyang. Layouten av palatset byggdes för att efterlikna vintergatan och stjärnbilderna Cassiopeja och Pegasus. 700 000 straffångar arbetade växelvis med Epangpalatset och Qin Shi Huangdis mausoleum. Dock hann palatset aldrig färdigställas innan dynastin gick under. Eventuellt brändes palatset ner i samband med att Xiang Yu 206 f.Kr. intog huvudstaden.

### Terrakottaarmén och Kejsarens mausoleum
Öster om Xianyang uppförde Qin Shi Huangdi sitt mausoleum som är ett av världshistoriens absolut största gravkomplex. Graven är övertäckt av en pyramidformad kulle som är omgiven av en gravgård och flera andra intilliggande monument. Graven är mest känd för Terrakottaarmén som år 1974 hittades ca två km öster om graven, men det har även gjorts flera extraordinära fynd precis i gravens närområde såsom två hästekipage i brons, 120 stenrutningar och 46 bronsfåglar. Gravpyramiden tros kunna innehålla en av världshistoriens intressantaste arkeologiska skatter, men den är ännu inte utgrävd.

## Dynastins fall
Under Qin Shi Huangdis  femte inspektionsresa i landet blev han sjuk och avled 210 f.Kr.. Genom en konspiration mellan försteministern Li Si, eunucken Zhao Gao och kejsarens yngre son Ying Huhai ändrades tronföljden. Ying Huhai kröntes till kejsar Qin Er Shi, och den rättmätiga tronföljaren prins Fu Su tvingades till självmord tillsammans med general Meng Tian. I det nya hovet styrdes Qin Er Shi av Zhao Gao och ett stort missnöje tilltog i landet. Rebellgrupper gjorde ideligen uppror och de forna feodalstaterna började utropa sig som självständiga. 207 f.Kr. tvingade eunucken Zhao Gao kejsare Ying Huhai att begå självmord och därefter  tillsatte han Ying Ziying som kung på tronen. 
Ying Ziying anade att Zhao Gao själv planerade ta makten i riket så Ying Ziying lät mörda honom och utrota hela hans familj.
 Kort därefter intog upprorsledaren Liu Bang huvudstaden och kung Ying Ziying abdikerade efter bara 46 dagar på tronen. I början av 206 f.Kr anlände fältmarskalken Xiang Yu från Chu till huvudstaden och lät mörda Ying Ziying. Qindynastin gick därmed under och Kina föll isär i ett nytt inbördeskrig. Upprorsledaren Liu Bang besegrade fältmarskalk Xiang Yu vid slaget vid Gaixia 202 f.Kr. och grundade därefter Handynastin.

## Regentlängd
Se även Lista över Kinas kejsare
| Nr | Titel                    | Personnamn         | Regeringstid          | Not                                                                |
| -- | ------------------------ | ------------------ | --------------------- | ------------------------------------------------------------------ |
| 1  | Qin Shi Huangdi 秦始皇帝 | Ying Zheng 嬴政    | 221 f.Kr. ↓ 210 f.Kr. | Från 246 f.Kr kung av Qin                                          |
| 2  | Qin Ershi 秦二世         | Ying Huhai 嬴胡亥  | 210 f.Kr. ↓ 207 f.Kr. | Son till kejsar Qin Shi Huangdi.                                   |
| 3  | Kung av Qin 秦王         | Ying Ziying 嬴子嬰 | 207 f.Kr.             | Regerade i 46 dagar. Omtvistat släktskap med de tidigare kejsarna. |